# District de Wanshan
Pour les articles homonymes, voir Wanshan.
Le district de Wanshan (万山区 ; pinyin : Wànshān Qū) est une subdivision administrative de la province du Guizhou en Chine. Il est placé sous la juridiction de la préfecture de Tongren.

## Démographie
La population du district était de 61 510 habitants en 1999.